# Rejon łyczakowski

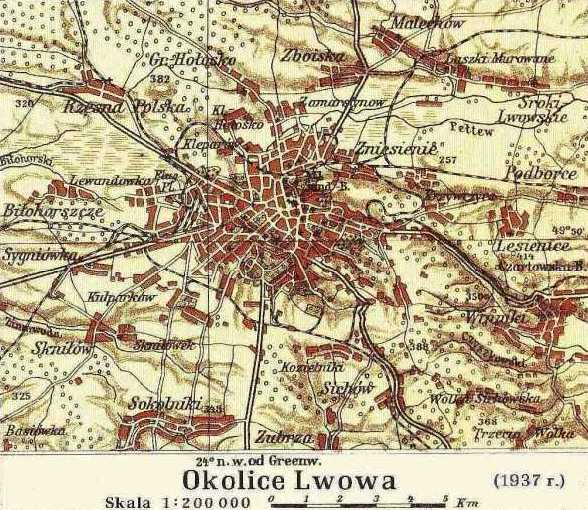
Okolice Lwowa, polska mapa topograficzna, 1937

Rejon łyczakowski (ukr. Личаківський район) – dzielnica administracyjna Lwowa położona na wschód od Starego Miasta, na obszarze dawnej Dzielnicy IV; obejmuje Krzywczyce, Lesienice, Łyczaków, Pohulankę, Zniesienie oraz Winniki; pełni funkcje mieszkaniowe i rekreacyjne.